# Eunidia pseudosocia
Eunidia pseudosocia är en skalbaggsart som beskrevs av Stefan von Breuning 1954. Eunidia pseudosocia ingår i släktet Eunidia och familjen långhorningar.
Artens utbredningsområde är:
- Kenya.
- Zimbabwe.

Inga underarter finns listade i Catalogue of Life.